# Stanisław Werner (socjalista)

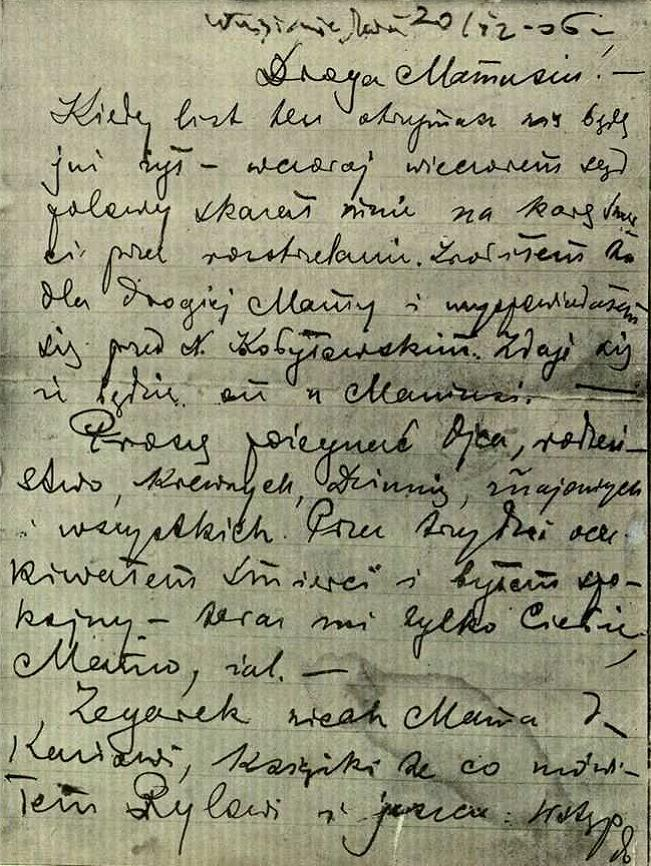
Pierwsza strona listu Stanisława Wernera do matki z 20 grudnia 1906 r.

Stanisław Werner (ur. 4 października 1888 r. w Adamczowicach, zg. 20 grudnia 1906 w Radomiu) – działacz niepodległościowy i socjalistyczny.

## Życiorys
Syn Kazimierza Wernera, rządcy majątku Kosarzew Średni (k. Krzczonowa), oraz Józefy. Naukę początkową pobierał w 1 i 2 klasie gimnazjum radomskiego, w klasie 3-6 w IV gimnazjum w Warszawie. W listopadzie 1905 przyjechał z rodzicami z Warszawy do Radomia. Miał wtedy 17 lat i rozpoczął naukę w VII klasie w Szkole Handlowej. W 1905 wstąpił do PPS, gdzie prowadził pracę oświatową w kole robotniczym. 

Podczas rewolucji 1905 roku w Królestwie Polskim, prawdopodobnie w lutym 1906 wstąpił do Organizacji Bojowej PPS. Został członkiem "uczniowskiej piątki bojowej". Piątką kierował Wacław Zbrowski ps. Braciszek, w skład której oprócz Wernera, wchodzili: Jan Gruszczyński, Roman Machnicki, Jerzy Pieczynis, Stefan Rodkiewicz (wszyscy z "handlówki") i Teodor Latomski. Stanisław Rodkiewicz, współtowarzysz Wernera w "piątce" bojowej tak wspominał udział w ćwiczeniach organizacji:

Ustawiliśmy się w szereg i wyprostowaliśmy nasz krótki uczniowski front. W niespełna kilka minut potem oderwał się od grupki osób tow. Kazimierz i wraz z instruktorem zmierzał ku nam żołnierskim krokiem. Pada pozdrowienie "cześć towarzysze"; chórem odpowiadamy: "cześć towarzyszu delegacie". Za chwilę komenda: "baczność, na prawo patrz!". Towarzysz Kazimierz przechodzi z instruktorem przed naszym sztubackim frontem, każdemu twardo, a serdecznie zagląda w oczy i mocny uścisk prawicy zamienia. Przeszedł obok mnie, kolejno idzie do Stacha i nagle zatrzymuje się. Spogląda na Stacha, a on wyprężony patrzy w oczy Kazimierzowi, twarz skurczem ujęta, a zo oczy płyną łzy. Pada z ust Kazimierza "czego łzy ronicie?" Stach zmaga się z sobą, wreszcie z trudem wyrzuca z siebie "ze szczęścia... pierwszy raz polską komendę słyszę"

Od listopada 1906, Werner wraz z Rodkiewiczem pod dowództwem "okręgowca" Stanisława Hempla ps. Pankracy uczestniczył w przygotowaniu zamachu bombowego na szefa Radomskiej Żandarmerii Gubernialnej, pułkownika von Płotto, który za swe czyny w stosunku do więźniów w Piotrkowie, skazany został przez Organizację Bojową PPS na śmierć. Dodatkowym elementem był fakt, że von Płotto aresztował w grudniu  dowódcę "piątki" Wacława Zbrowskiego.
Początkowo Werner oraz Stanisław Rodkiewicz zajmowali się wywiadem co do miejsc przejazdu pułkownika. Pierwszą próbę zamachu podjęto 15 grudnia lecz nie udało się znaleźć miejsca pobytu. W dniu 16 grudnia zamach przy ul. Michajłowskiej, organizowali Hempel i Werner. Zadaniem Wernera była sygnalizacja przejazdu płk von Płotto, zaś Hempel rzucał bombę. Po wybuchu bomby Hempel ranny w wyniku wybuchu zbiegł pomimo ostrzału, zaś Werner oszołomiony wybuchem przeskoczył płot Nowego Ogrodu i uciekał w kierunku domu. Biegnącego ulicą Skaryszewską, zauważył sędzia śledczy Bazyli Kisielewicz i wskazał go żołnierzom.  
Został schwytany w domu matki przy ul. Dimitrjewskiej, a podczas rewizji w jego domu znaleziono 83 naboje do rewolweru. Rewolwer zdążył wyrzucić. 

17 grudnia 1906 był przesłuchiwany przez radomskiego policmajstra ppłk. Gorskiego, któremu przyznał się do przynależności do Organizacji Bojowej PPS, oraz dokonania zamachu, wspólnie z nieznanym mu z nazwiska "Rafałem". W podpisanym zeznaniu Werner stwierdził:

owszem, przyznaję się, że należałem do bojowej organizacji P.P.S., i że mi wiadomo, że partia drogą rewolucji stara się obalić istniejący w imperium rosyjskim ustrój, do partii tej i do jej bojowej organizacji przystąpiłem w pierwszych dniach października br.

     

Jak wspominał po latach Stanisław Hempel oceniając ówczesną sytuację oraz zeznania Wernera:

Stwierdzić mogę, że Werner znał adres mojego mieszkania, znał wiele faktów z bojówki uczniowskiej i wiele osób z organizacji, jednak żadnej tajemnicy nie zdradził, dlatego też po jego aresztowaniu i osądzeniu nie było żadnych następnych aresztowań. Jeżeli nawet w swych zeznaniach i podał mój pseudonim, to nie mogło to mieć żadnego wpływu na dalszy bieg śledztwa. Zachował się jak prawdziwy bohater rewolucjonista, który pomimo swego młodego wieku (17 lat) do końca panował nad nerwami.

Tego samego dnia generał-gubernator radomski gen.mjr. Sawickij przekazał jego sprawę sądowi wojenno-polowemu w Radomiu, który 19 grudnia 1906, skazał Wernera na śmierć przez rozstrzelanie. Tuż przed śmiercią w nocy napisał ostatni list do matki:

Droga Mamusiu! Kiedy list ten otrzymasz nie będę już żył – wczoraj sąd polowy skazał mnie na karę śmierci przez rozstrzelanie. Zrobiłem to dla drogiej Mamusi i wyspowiadałem się przed X. Kobylewskim. Zdaje się, że będzie on u Mamusi. Proszę pożegnać Ojca, rodzeństwo, krewnych, Dziunię, znajomych i wszystkich. Przez trzy dni oczekiwałem śmierci i byłem spokojny – teraz mi tylko Ciebie, Mamo żal. Zegarek niech Mama da Kaziowi, książki te co mówiłem Rylowi i jeszcze: Wstęp do fizyologii porówn. i psychologii. Resztę proszę zachować Kaziowi na pamiątkę... Niech Mamusia powie, że umierałem, nie bojąc się śmierci. Życia mi nie żal – tylko Ciebie. Nie wiem dlaczego nie zgodzili się, żebym Cię przed śmiercią zobaczył – trudno. Żegnaj Mamusiu już się więcej nie zobaczymy. Powiedz Ojcu, że umieram z prośbą aby mi przebaczył – Śmierć maże winy. Babkę uściskaj. Tylko mi Ciebie żal

Wyrok został wykonany następnego dnia o godzinie 7 rano w Lesie Kapturskim koło Radomia. Plutonem egzekucyjnym dowodził kpt. Samsonow.
Tego samego dnia na znak protestu przeciw śmierci Wernera w mieście strajkowały wszystkie zakłady przemysłowe. Władze odmówiły oficjalnego pochówku i pomimo próśb rodziny składanych do władz 22 grudnia 1906 i 13 marca 1907 odmówiono wydania zwłok. Symboliczny grób Stanisława Wernera znajduje się na cmentarzu w Radomiu przy ul. B. Limanowskiego.
Pośmiertnie odznaczony 19 grudnia 1930 Krzyżem Niepodległości z Mieczami.

## Upamiętnienie
Imię Stanisława Wernera nosi Hufiec Związku Harcerstwa Polskiego Radom-Miasto, a także jedna z ulic w mieście. W 80. rocznice śmierci ZHP ufundowało głaz z tablica pamiątkową w pobliżu miejsca egzekucji.
W gmachu dawnej Szkoły Handlowej wmurowano tablicę z napisem:

Pamięci Stanisława Wernera, ucznia kl.7 – prymusa szkoły, rozstrzelanego pod Radomiem 20 grudnia 1906 r., odznaczonego "Krzyżem Niepodległości z Mieczami" za prace w dziele odzyskania niepodległości.

20 grudnia 1969 w 63 rocznicę śmierci Stanisława Wernera na domu przy ówczesnej ul. Marcelego Nowotki 7 (obecnie Józefa Piłsudskiego), z inicjatywy harcerzy radomskich została umieszczona tablica pamiątkowa.